# Lobeza rhenia
Lobeza rhenia är en fjärilsart som beskrevs av William Schaus 1928. Lobeza rhenia ingår i släktet Lobeza och familjen tandspinnare. Inga underarter finns listade i Catalogue of Life.